# Té negro

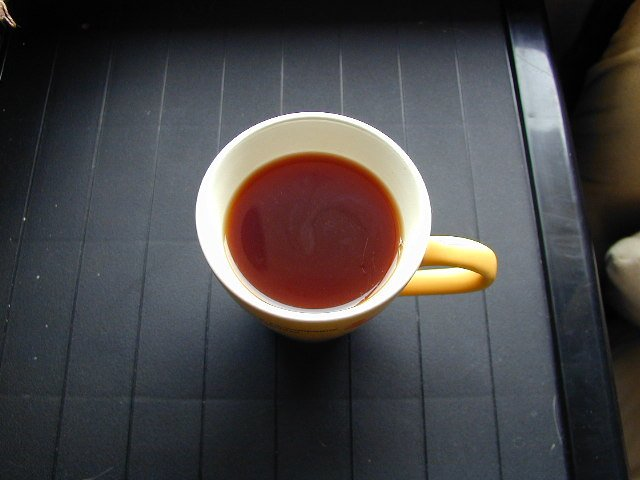
Té negro

El té negro es un té que se encuentra oxidado en mayor grado que las variedades de té verde, té oolong y té blanco. Las cuatro variedades indicadas se preparan con hojas de Camellia sinensis. El té negro generalmente posee un aroma más fuerte y contiene más cafeína que otros tés con menores niveles de oxidación.
En idioma chino y otras culturas en las que el té tiene gran relevancia cultural el té negro se conoce como té rojo (紅茶, mandarín hóngchá; japonés kōcha; coreano hongcha), lo que probablemente es una mejor descripción del color de la infusión. Aunque podría suceder que la referencia al té negro tenga su origen en el color de las hojas oxidadas. En chino, té negro es una clasificación de tés postfermentados, tal como el té Pu-erh. Sin embargo, en el mundo occidental, el "té rojo" se refiere comúnmente a la tisana sudafricana rooibos.
Mientras que el té verde por lo general pierde su sabor al cabo de un año, el té negro lo retiene por varios años. Por esta razón, el té negro ha sido desde hace mucho tiempo un artículo de mercadeo, e incluso el "té negro compactado en ladrillos" sirvió como moneda de facto en Mongolia, Tíbet y Siberia hasta el siglo XIX.
Desde la dinastía Tang se conocía que el té negro preparado con agua caliente podía servir de colorante para las telas, siendo popular entre las clases más bajas que no podían acceder a otro tipo de colorantes. Sin embargo, lejos de ser una marca de vergüenza, la marca del teñido por la "estrella marrón" era vista como preferible a la tela natural y tenía alguna importancia como marca de identificación y pertenencia de las clases comerciantes inferiores durante la dinastía Ming. El té que se importaba en un principio en Europa era o bien té verde o semi oxidado. Pero a partir del siglo XIX, el té negro le ganó en popularidad al té verde. 
La expresión té negro también es usada para indicar una taza de té sin leche, similar al café servido sin leche ni crema. En el Reino Unido, al té negro por lo general se lo suele consumir con leche y no "negro".

## Variedades de té negro
Los tés negros sin mezclar se nombran por la región en donde son producidos. Diferentes regiones se conocen por producir tés con sabores característicos y distintivos.

### Tés chinos negros
- Lapsang souchong (正山小种 o 烟小种): originalmente de Mount Wuyi (Fujian [China]). Lapsang souchong es un té negro secado en hornos de pino, por lo que tiene un fuerte aroma ahumado.
- Keemun (祁門) : de Qi Men, (Anhui [China]), un famoso té chino.
- Dian Hong (滇紅): de Yunnan (China). Bien conocido por dar tés malteados negros y tés dorados.
- Ying De Hong (英徳紅): de Cantón (China).

### Tés indios y de Sri Lanka negros
- Assam: de Assam (India). Mucho cuerpo, fuerte y apreciablemente malteado. Si es muy astringente, se agrega leche.
- Ceylon: de Sri Lanka.
- Darjeeling: de Bengala Occidental (India).
- Nilgiri: de Nilgiris (Tamil Nadu [India]).

### Otros tés negros
- té vietnamita: de Vietnam. Similar a varios más baratos tes de Yunnan, con agradable y dulce aroma pero con fuerte cuerpo y más negro; en esto se diferencia del de Nepal o el de  Darjeeling.
- té vepalés: de tierras altas de Nepal. Algo similar a los grados más bajos de Darjeeling.
- té Rize (Çay): de la provincia de Rize en el este de las costas turcas del mar Negro, es mucho más cristalino y de color caoba. Se prepara en samovar o en çaydanlik, se sirve fuerte (negro "koyu") o débil (liviano "açik"), en pequeñas tazas con azúcar en cubos.

## Mezclas con té negro
Es común mezclar al té negro con diversas plantas, obteniéndose bebidas aromáticas y atrayentes.
- Earl Grey: té negro con aceite de bergamota.
- En EE. UU., los cítricos tales como la naranja o el limón, o sus respectivos híbridos, se usan para crear tés negros aromatizados, a veces con especias (como la canela). Estos productos pueden confundirse con tisanas cítricas, pero los productos herbáceos no contienen cafeína.
- English Breakfast: es un té de aroma fuerte, que es apropiado para acompañar con leche.
- Irish Breakfast: es una mezcla de varios tipos de tés: por lo general tés tipo Assam, y a veces otros tipos de té.

## Clasificación

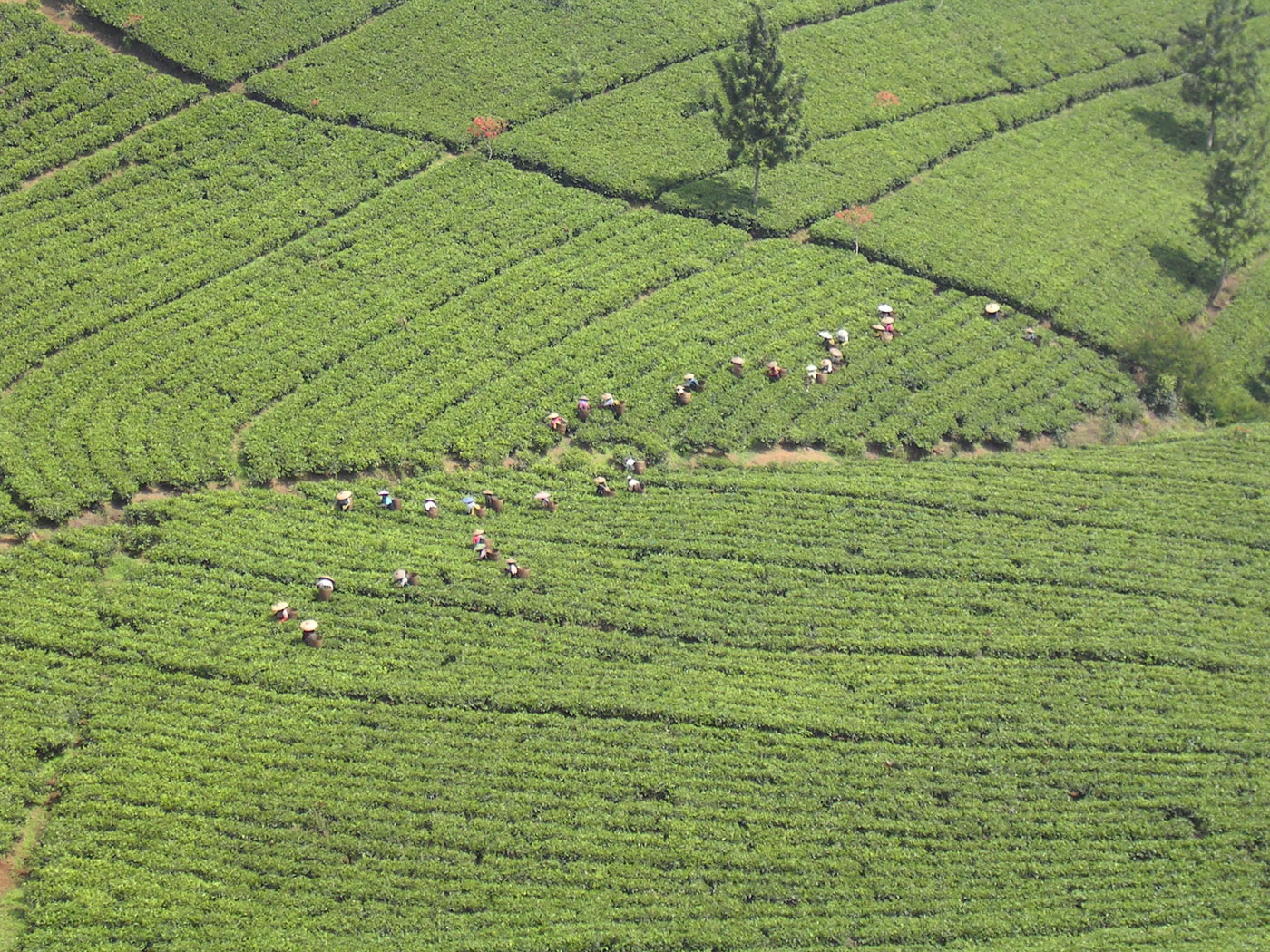
Plantación de té en la isla de Java, Indonesia.

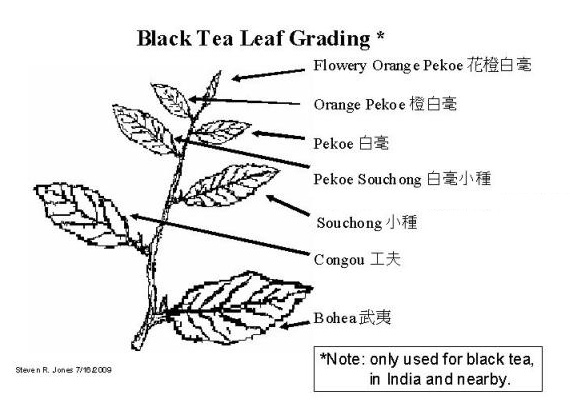
Esquema para la clasificación del té negro.

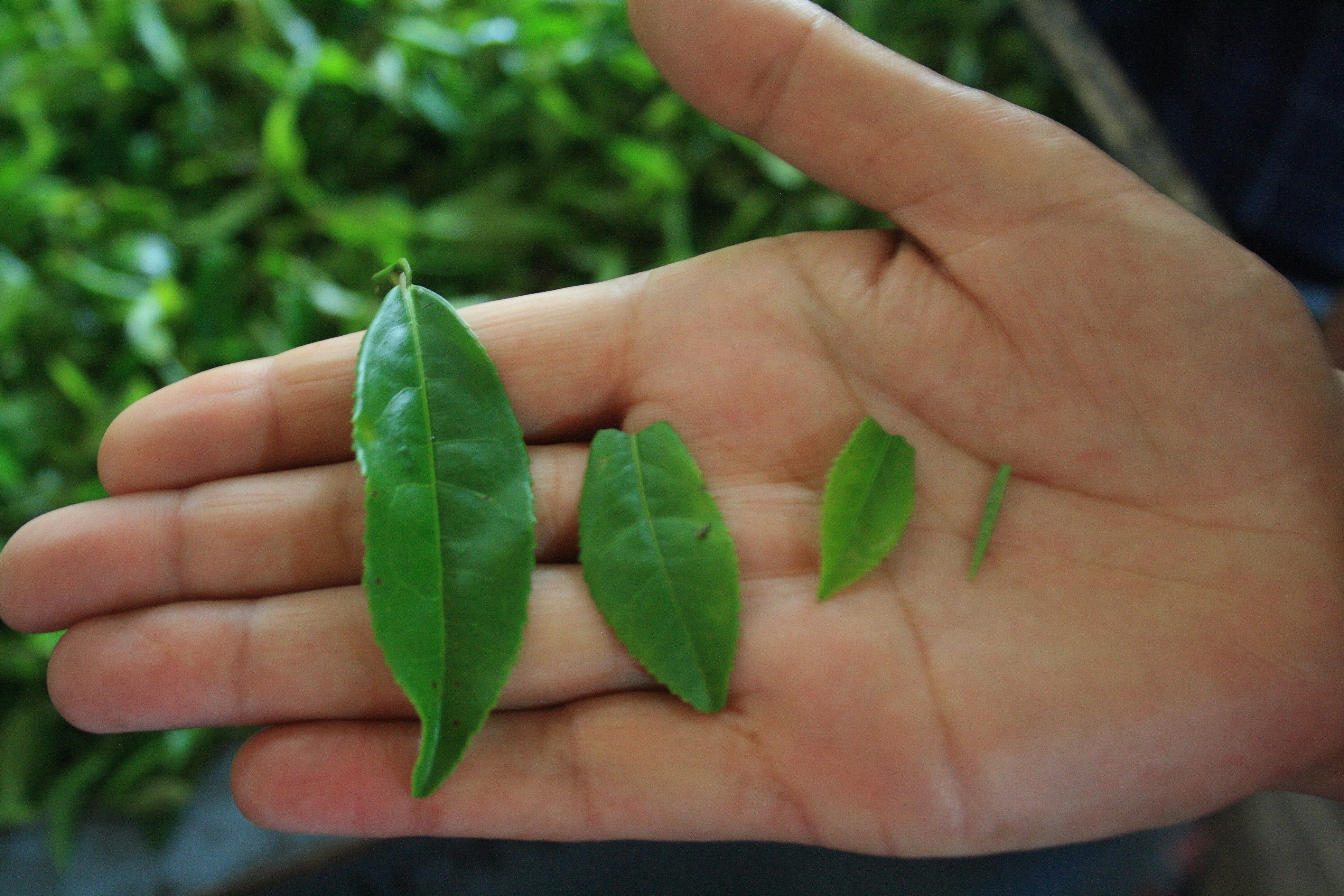
muestra de hojas de té con distintos tamaños.

Los tés indios y de Ceilán son nombrados según la región de origen: Darjeeling, Assam, Ceilán, etc. y luego por estados y grados de calidad de hoja: por ejemplo, "Darjeeling Lingia FTGFOP1".
En el té ceilandés de Sri Lanka el grado es una indicación del tamaño y/o de la apariencia del té pero no de su calidad. Existe cierta falta de uniformidad en el significado y característica de los "grados" utilizados en el mercado del té que hace difícil describirlos con total certeza. Los tés de Ceilán se dividen en dos grupos: 
1. Los grados de hojas originalmente utilizados por los pioneros del té ceilandés.
2. Los menores grados por rotura que se utilizan hoy en día.

Lista de té ceilandés según el grado de sus hojas:
- Orange Pekoe (O.P.) - Este grado es uno de los más requeridos. Hojas largas, delgadas, e hilosas que a veces tienen la punta. Usualmente un té hecho con trocitos que contiene 2 hojas y un brote. El licor es de color claro o pálido.
- Pekoe (Pek.) - Las hojas son más cortas y no tan duras como en el O.P., pero el licor generalmente tiene más color. Usualmente un té hecho con trocitos que contiene 3 hojas y un brote.
- Souchong (Sou.) - Hojas redondeadas, con licor pálido.
- Broken Orange Pekoe (B.O.P. or BOP) - Mucho menor que los otros grados de hojas y contiene el extremo de la misma. Los licores son fuertes y de buen color.
- Broken Pekoe (B.P.) - Ligeramente más grande que el B.O.P., con tonos menos intensos en la taza; es utilizado para completar mezclas.
- Broken Pekoe Souchong (B.P.S) - Ligeramente más grande que el B.P. y por lo tanto más liviano en la taza, también es utilizado para complementar mezclas.
- Broken Orange Pekoe Fannings (B.O.P.F.) - Este grado es muy requerido, especialmente en Gran Bretaña. Es mucho menor que el B.O.P. y su principal virtud es el corto tiempo necesario para preparar la infusión, da un buen color en la taza.

Se produce una pequeña cantidad de Tippy o grados Flowery (incluyendo Flowery Orange Pekoe (F.O.P) y Flowery Broken Orange Pekoe (F.B.O.P). Son mucho más caros de producir que los simples grados de la molienda pura de Camellia, ya que para producirlos se extrae la punta o extremo de la hoja que se extrae a mano.
En el Assam, los principales grados de hoja producidos son flowery pekoe (FP), orange pekoe (OP), pekoe (P), pekoe souchong (PS), y souchong (S), con grados de té rotos BOP = Broken Orange pekoe; FOP = Flowery Orange Pekoe; TGFOP = Tippy Golden Flowery Orange Pekoe; FTGFOP = Finest Tippy Golden Flowery Orange Pekoe. 
Todos estos tipos se venden como té "simple", significando que es una sola variedad, o en mezclas. Los nombres de las mezclas son usualmente más generales, por ejemplo "té Assam". 
La adulteración y falsificación son un problema serio en el mercado mundial del té; la cantidad de té vendida cada año a nivel mundial como de variedad ""Darjeeling"" excede largamente la producción real de Darjeeling, estimada en 11 000 t.

## Procesado del té negro
Después de cosechadas, las hojas se marchitan mediante secado con aire. 
Luego los tés negros se pueden procesar de dos maneras distintas, mediante el método CTC (Crush, Tear, Curl (romper, desgarrar, envolver)) o mediante el método ortodoxo. El método CTC se usa para hojas de baja calidad que terminará en té en saquitos y procesado en máquinas; este método es eficiente y efectivo para producir un producto aceptable a partir de hojas de baja a mediana calidad. El procesado ortodoxo se realiza tanto con máquinas como a mano. El procesado manual es utilizado en la confección de tés de alta calidad. Si bien los métodos de procesamiento "ortodoxo" difieren según el tipo de té, este tipo de procesamiento resulta en un té de hebras de primera calidad apreciado por los expertos.
Posteriormente las hojas se oxidan bajo condiciones controladas de temperatura y humedad. (Este proceso también es denominado "fermentación", aunque en realidad el nombre es incorrecto ya que no tiene lugar ninguna fermentación). El nivel de oxidación determina la calidad del té. Si bien la oxidación comienza en la etapa de enrollamiento, el tiempo entre estas etapas es un factor que influye de manera importante en la calidad del té. 
Luego las hojas se secan para atenuar el proceso de oxidación.
Finalmente, las hojas se clasifican en grados de acuerdo a su tamaño (hoja entera, rota, broza y polvo), usualmente utilizando tamices. El té aún puede ser clasificado en subgrados de acuerdo a otros criterios. El té está ahora listo para el empaque.

## Preparado de la infusión
Generalmente, una cucharadita de té negro por taza. Preparado con agua hirviendo y dejar reposar 3-4 minutos. Si el té negro se va a servir con leche o con limón, deberá aguardarse un poco más, 4-5 minutos.

## Principales productores de té negro
Los mayores productores mundiales incluyen (2009):
- Unilever - Lipton, PG Tips
- Associated British Foods - Twinings
- Tata Tea - Tetley
- Teekanne

## Información nutricional
El té negro puro, sin edulcorantes ni aditivos tiene cantidades mínimas de calorías, proteína, sodio, y grasa. Algunos tés saborizados con diferentes hierbas agregadas pueden aportar menos de 1 g de carbohidratos. Todos los tés de Camellia sinensis son ricos en polifenol, que es un tipo de antioxidante. Sin embargo, la cantidad de polifenoles en el té negro es considerablemente inferior a los demás tés no fermentados, ya que en este proceso se oxidan gran parte de los polifenoles.

## Beneficios potenciales a la salud
El té es una fuente de cafeína (una metilxantina) que estimula el sistema nervioso central, relaja músculos lisos en los conductos de los pulmones (bronquiolos), estimula el corazón, y actúa como diurético. 
Una taza de té contiene aproximadamente 50 mg de cafeína, dependiendo de cuán fuerte sea y del tamaño de la taza (comparado con el café: 65 a 175 mg de cafeína/taza). También tiene polifenoles (catequinas, antocianinas y ácidos fenólicos), tanino, oligoelementos, y vitaminas. 
Un estudio de 2001 de la Universidad de Boston concluyó que su consumo revierte la disfunción endotelial vasomotora en pacientes con enfermedad coronaria. Así se explica parcialmente la asociación entre ingesta de té y disminución de enfermedades cardiovasculares. 

En 2006, un estudio alemán concluyó que la adición de leche contrarresta los efectos beneficiosos para el sistema cardiovascular.

## Historia
El té es parte de varias ceremonias, y ha sido usado para permanecer alerta durante largas meditaciones. Una leyenda de India describe la historia del Príncipe Siddhartha Gautama (otras historias hablan de Boddhidharma, el fundador del Budismo), quien se arrancó los párpados por la frustración de no poder permanecer despierto durante la meditación mientras viajaba por China. Y nació una planta de té en el lugar donde cayeron sus párpados, brindando así ese cultivo la habilidad de permanecer despierto, meditar y alcanzar el entendimiento. Los comerciantes turcos introducen el té a las culturas de occidente en el s. VI. Para el siglo XVIII, el té se consumía en Inglaterra, en donde se hizo costumbre tomar el té a las 17h. 
El té negro llega a América con los primeros exploradores en 1492. 
El té negro se hace famoso en los Estados Unidos en 1773 cuando los colonos arrojaron té negro en la Bahía de Boston durante el Motín del té en Boston. Este gesto simbólico fue uno de los primeros eventos de la Guerra de Independencia de los Estados Unidos contra Inglaterra.

## Producción
1. Después de cosecharse, las hojas primero se "marchitan" (withering)  soplando aire sobre ellas.
2. Luego, los tés negros se procesan de dos maneras, el CTC (crush, tear, curl, por aplastar, rasgar, rizar) o el  ortodoxo. El método CTC produce hojas de abanico o grados de polvo que se usan comúnmente en bolsitas de té, pero también producen grados más altos (hojas rotas) como BOP CTC y GFBOP CTC (ver en la sección correspondiente). Este método es eficiente y efectivo para producir un producto de mejor calidad a partir de hojas de calidad media y baja de color consistentemente oscuro. El procesamiento ortodoxo se realiza con máquinas o a mano. El procesamiento manual se utiliza para tés de alta calidad. Si bien los métodos empleados en el procesamiento ortodoxo difieren según el tipo de té, este estilo de procesamiento da como resultado el té suelto de alta calidad buscado por muchos conocedores. Se deja que las hojas de té se oxiden por completo.[6]
OrtodoxoLas hojas de té marchitas (withered) se enrollan fuertemente a mano o mecánicamente mediante el uso de una mesa rodante cilíndrica. o un rotovane.  La mesa rodante consta de un tablero con estrías que se mueve de manera excéntrica hacia una gran tolva de hojas de té, en la que las hojas se presionan sobre el tablero. El proceso produce una mezcla de hojas y partículas enteras y rotas que luego se clasifican, oxidan y secan. El rotorvane (rotovane), creado por Ian McTear en 1957, puede usarse para replicar el proceso ortodoxo.[6] El rotovane consistía en un transportador de tornillo sinfín que empujaba hojas de té marchitas a través de un cilindro de paletas que tritura y corta uniformemente las hojas, sin embargo, el proceso fue reemplazado más recientemente por el rodillo continuo boruah, que consiste en un rodillo cónico oscilante alrededor del interior de un cilindro estriado. Con té negro de hojas rotas del mismo tamaño, obivamente, no puede producirse té negro de hoja entera.[7] Las hojas rotas y las partículas del método ortodoxo pueden alimentar el método CTC para su posterior procesamiento en tés de grado abanico o en polvo.
crush, tear, curl (CTC)un método de producción desarrollado por William McKercher en 1930. Algunos lo consideran como un método significativamente mejorado para producir té negro a través de la trituración de hojas de té marchitas.[8] precortar el té marchito es un método de preprocesamiento común antes de introducirlo en el CTC. rasgar las hojas en partículas muy finas.[6]
3. A continuación, las hojas se oxidan bajo temperatura y humedad controladas. (Este proceso también se llama "fermentación", que es un nombre inapropiado ya que no tiene lugar ninguna fermentación bioquímica. La polifenol oxidasa es la enzima activa en el proceso. El nivel de oxidación determina el tipo (o "color") del té; completamente oxidado convirtiéndose en té negro, poco oxidado convirtiéndose en té verde y parcialmente oxidado formando los diversos niveles de té oolong.[9][10] Esto se puede hacer en el piso en lotes o en una cama transportadora con flujo de aire para una adecuada oxidación y control de la temperatura. Dado que la oxidación comienza en la propia etapa de enrollado, el tiempo entre estas etapas también es un factor crucial en la calidad del té; sin embargo, el procesamiento rápido de las hojas de té a través de métodos continuos puede hacer que este sea un paso separado. La oxidación tiene un efecto importante en el sabor del producto final,[10] pero la cantidad de oxidación no es un indicador de calidad. Los productores de té combinan los niveles de oxidación con los tés que producen para dar las características finales deseadas.

1. Luego las hojas se secan para detener el proceso de oxidación.
2. Finalmente, las hojas son clasificadas en grados de acuerdo a sus tamaños (hoja entera, rota, en abanico y polvo), generalmente con el uso de tamices. El té podría "subclasificarse" más de acuerdo con otros criterios.

El té está entonces listo para ser envasado.